# Aiko
Aliona Xirmanova-Kostebelova (rus: Алёна Ширманова-Костебелова; nascuda el 26 de desembre de 1999), coneguda pel nom artístic d'Aiko, és una cantant i compositora txeca nascuda a Rússia i establerta a Brighton. Va representar la República Txeca al Festival de la Cançó d'Eurovisió 2024 amb la cançó "Pedestal".

## Primers anys
Aliona Xirmanova-Kostebelova va néixer a Moscou, capital de Rússia. Poc després, es va traslladar amb la seva família a la ciutat txeca de Karlovy Vary, on es va criar.

## Carrera
El 2015, Xirmanova va participar en la quarta temporada del programa de telerealitat de talents Česko Slovenská SuperStar. Després es va traslladar al Regne Unit per seguir la carrera musical, primer instal·lant-se a Londres i després a Brighton. Sota el nom artístic Aiko, va llançar el seu àlbum debut homònim el 2018, seguit d'Expiration Date el 2020, quan va estrenar el seu primer senzill "Hunt".
Va ser la primera artista txeca que va aparèixer a les pantalles de Times Square i la primera dona txeca que va participar en la campanya d'igualtat de Spotify. Va actuar als festivals Rock for People, ESNS, Metronome, The Great Escape, Grape, Nouvelle Prague, Sziget i Waves, a més de seguir Alice Merton, Black Honey, Lauren Ruth Ward i Tamino en algunes de les seves gires com a artista de suport. Algunes de les seves cançons es van incloure als programes de televisió Teen Mom i Love Island.
Aiko va estrenar el seu tercer àlbum Fortune's Child el 13 d'octubre de 2023. El 28 de novembre de 2023, va ser anunciada com una de les concursants de la final nacional txeca del Festival de la Cançó d'Eurovisió 2024, competint amb la cançó "Pedestal". El 13 de desembre es va revelar que havia guanyat la selecció.